# Wollastonit
Wollastonit je kalcijski inosilikatni mineral iz grupe piroksenoida, kemijske formule CaSiO3, no unutar te formule mogu se naći i manji udijeli željeza, magnezija te mangana, kao zamjene za kalcij. Obično je bijele boje. 

## Postanak
Nastaje kada su nečisti vapnenac ili dolomit podvrgnuti visokoj temperaturi i tlaku, uz prisutnost silicijem bogatih magmatskih fluida (npr. u skarnovima ili kontaktno metamorfnim stijenama).  
Kemijska reakcija izgleda ovako:

## Ležišta i nalazišta
Dolazi uz minerale iz grupe granata, vezuvijan, diopsid, tremolit, epidot, plagioklasne feldspate te kalcit. 
U SAD-u wollastonit se vadi u Willsborou, New York. Naslaga koje se iskorištavaju u komercijalne svrhe ima također i u sjeverozapadnom dijelu Meksika. Kina je vodeći izvoznik volastonita.
U Hrvatskoj ga ima na Papuku.

## Porijeklo imena
Ime je dobio prema engleskom kemičaru i mineralogu Williamu Hydeu Wollastonu (1766. – 1828.) Zapravo, točno mu ime glasi wollastonit-1T, gdje 1T stoji za trikslinsku simetriju koja je prvi put opisana upravo na kristalu wollastonita. 
Razlog dodavanja sufiksa "-1T"  je taj što postoji i wollastonit-2M, poznat i pod imenom parawollastonit. Parawollastonit kristalizira u monoklinskom sustavu. Ta dva minerala su polimorfi. Postoji još nekoliko polimorfa wollastonita - wollastonit-3T, wollastonit-4T, wollastonit-5T i wollastonit-7T, ali oni su vrlo rijetki u prirodi. Primjerci koje nazivamo samo "wollastonitom", podrazumijevaju samo wollastonit-1T.

## Upotreba
Neka od obilježja koja wolastonit čine vrlo korisnim mineralom jesu njegov visoki sjaj i bjelina, nizak stupanj apsorpcije na ulja i vodu te velik udio volatila. Wollastonit se prvenstveno koristi u keramičkoj industriji (kao vatrostalni materijal), zbog visokog otpora na trenje koristi se u proizvodnji kočnica i kvačila na vozilima, kao punilo za boje te u plastici. 
U najnovije vrijeme koristi se i kao aditiv u visokoj koncentraciji koju nazivamo Ductal , proizvođača Lafarge North America.